# شمس‌الدین (باشقیرستان)
شمس‌الدین (انگلیسی: Shamsutdin) یک شهرک در شهرستان بیرسکی باشقیرستان کشور روسیه است.